# Sur l'autre rive
Sur l'autre rive est un roman d'Henri Lopes paru le 30 avril 1992 aux Éditions du Seuil à Paris.

## Résumé
« Jour après jour, s’insinuant en moi à pas de loup, la mer a accompli sa tâche. Elle m’a envahie, a noyé tous les paysages de la mémoire, et les bougies de l’enfance se sont éteintes. Mais on a beau laver son corps, le savonner et le parfumer, l’odeur de la peau finit toujours par remonter. Ils ont retrouvé ma piste la nuit dernière. »

Marie-Ève est le personnage féminin central du roman. Peintre, elle vit dans une île des Caraïbes et le vernissage de son exposition dans une galerie d'art doit lui assurer une notoriété. Or, la veille, elle rencontre un couple d'Africains qui semblent la reconnaître.

## Analyse
L'auteur aborde un sujet qui lui tient à cœur et qu'il développe également dans ses autres ouvrages :  le thème de l'identité africaine et son évolution vers de nouvelles pratiques socio-culturelles à travers les voyages. Le métissage et la créolisation sont également évoqués, notamment  avec la présence des Antilles,,.
Dans ce roman, comme dans ses autres publications, Henri Lopes met en exergue l'évolution de la femme africaine vers son indépendance ainsi que ses conséquences en termes d'influence sur la société de son pays.